# Verghereto
Verghereto (Vargaréd in romagnolo, Vergheréto o raramente Vergaréto in toscano) è un comune italiano di 1 722 abitanti della provincia di Forlì-Cesena in Emilia-Romagna.
Fino al 1923 faceva parte della provincia di Firenze e della storica Romagna toscana.

## Geografia fisica

### Territorio
Posto ai confini tra Emilia-Romagna e Toscana e fino al 2009 anche con le Marche, è un comune montano dell'Appennino Tosco-Romagnolo, nei pressi del Monte Fumaiolo (1408 s.l.m.), la vetta più alta dell'Appennino cesenate dalle cui pendici nascono i fiumi Tevere e Savio. Il paese di Verghereto, situato a 58 km a sud-ovest di Cesena, sorge su uno sperone roccioso alla sinistra del Savio.  Confina a nord-ovest con Bagno di Romagna, a nord con Sarsina, ad est con i comuni riminesi di Sant'Agata Feltria e Casteldelci, a sud con i comuni toscani di Badia Tedalda e Pieve Santo Stefano.
Alfero è la frazione più popolata del comune, con circa 1 000 abitanti, nonché stazione turistica posta a 750 metri sul livello del mare. La località è posta in una conca, dominata dai massicci del Comero e del Fumaiolo e solcata dalle acque del torrente Alferello, che forma poco lontano dal centro abitato la Cascata dell’Alferello. Ad Alfero si trova anche il castagneto più vasto della Romagna. Le sorgenti del Tevere si trovano nei pressi della frazione Balze, borgo posto alle pendici del Fumaiolo ad un'altitudine di 1.090 metri sul livello del mare, stazione turistico-climatica, uno dei pochissimi centri abitati dell'Emilia Romagna situati oltre lo spartiacque Adriatico (fa parte del bacino del Tevere, che sfocia nel Mar Tirreno). Ville di Montecoronaro è il paese dove è stata rinvenuta e viene coltivata la pera cocomerina, varietà con caratteristiche particolari, dal 2003 entrata a far parte dei presidi slow food.
Nel territorio comunale è presente una rete di sentieri da percorrere a piedi o in mountain bike nel periodo estivo, mentre in quello invernale si può usufruire di un impianto di risalita che serve tre piste da discesa. È presente anche un anello di 5 km per gli amanti del fondo.

### Clima
Secondo la stazione meteorologica di Verghereto il clima è tipico delle località montane dell'Appennino: estati relativamente corte e fresche con temperature fortemente mitigate dall'altitudine, e inverni relativamente lunghi e rigidi accompagnati da estese nevicate anche abbondanti.

## Storia
Le prime notizie storiche certe riguardano il periodo medievale quando, attorno ad un monastero (ora disperso) fondato da San Romualdo, nacque il primo centro abitato stabile.
Intorno al 1400 il nucleo fu fortificato e conteso da alcune famiglie locali anche per la sua posizione dominante e di controllo sulle vallate sottostanti. Nel 1405 gran parte dell'attuale circoscrizione comunale fu annessa alla Repubblica fiorentina costituendo la Podesteria più antica della Valle del Savio. Il Comune fu istituito con un regolamento del Granduca Pietro Leopoldo datato 24 luglio 1775.
Restò sotto l'influenza di Firenze fino al 1923 quando, per volontà di Benito Mussolini, questa parte di Romagna Toscana fu annessa alla provincia di Forlì, in modo che il dittatore potesse poi affermare di essere nato nella provincia dove nasceva il Tevere.
Nell'estate 1944 il territorio comunale di Verghereto fu interessato da una serie di rastrellamenti nazifascisti che culminarono con l'eccidio di sessantaquattro civili nella borgata di Tavolicci.

### Simboli
Il gonfalone è un drappo di azzurro.

## Società

### Evoluzione demografica
Abitanti censiti

### Etnie e minoranze straniere
Secondo i dati ISTAT al 31 dicembre 2009 la popolazione straniera residente era di 96 persone. Le nazionalità maggiormente rappresentate in base alla loro percentuale sul totale della popolazione residente erano:
Romania 32 1,62%

### Religione
Nel comune di Verghereto è presente una parrocchia, facente parte della diocesi di Cesena-Sarsina.
Sul monte Fumaiolo si trova l'eremo di Sant'Alberico († 1050). La data di fondazione è incerta.

## Geografia antropica

### Frazioni
In base allo statuto comunale le frazioni ufficiali sono quattro; ciascuna comprende vari nuclei abitativi:
- Verghereto (il capoluogo)
  - Sant'Alessio, Montione, La Strada, Ronco dell'Asino
- Alfero
  - Riofreddo, Mazzi, Corneto,  Pereto, Villa di Corneto, Tavolicci, Donicilio, Trappola, Pastorale, Para, Renicci, Castelpriore, Tre Cavoli, Nasseto, Castellane
- Balze
  - Falera, Capanna, Colorio, Ceregiacoli, Velle
- Montecoronaro
  - Ville di Montecoronaro, Piantrebbio

## Infrastrutture e trasporti
La principale via d'accesso a Verghereto e al suo territorio è la strada statale 3 bis Tiberina, meglio nota come E45, che unisce Ravenna a Terni.

## Amministrazione
Di seguito è presentata una tabella relativa alle amministrazioni che si sono succedute in questo comune.
| Periodo           | Periodo           | Primo cittadino    | Partito                       | Carica  | Note   |
| ----------------- | ----------------- | ------------------ | ----------------------------- | ------- | ------ |
| 15 luglio 1985    | 31 maggio 1990    | Ido Bragagni       | Democrazia Cristiana          | Sindaco | [ 10 ] |
| 31 maggio 1990    | 24 aprile 1995    | Enrico Salvi       | Democrazia Cristiana          | Sindaco | [ 10 ] |
| 24 aprile 1995    | 14 giugno 1999    | Romano Giovannetti | lista civica                  | Sindaco | [ 10 ] |
| 14 giugno 1999    | 6 dicembre 1999   | Ido Bragagni       | centro-destra                 | Sindaco | [ 10 ] |
| 17 aprile 2000    | 5 aprile 2005     | Fedele Camillini   | centro-destra                 | Sindaco | [ 10 ] |
| 5 aprile 2005     | 30 marzo 2010     | Fedele Camillini   | centro-destra                 | Sindaco | [ 10 ] |
| 30 marzo 2010     | 31 maggio 2015    | Guido Guidi        | lista civica                  | Sindaco | [ 10 ] |
| 31 maggio 2015    | 22 settembre 2020 | Enrico Salvi       | lista civica di centro-destra | Sindaco | [ 10 ] |
| 22 settembre 2020 | in carica         | Enrico Salvi       | lista civica di centro-destra | Sindaco | [ 10 ] |

### Gemellaggi
- Source-Seine, dal 2002
- Melissano, dal 2007